# Egide Linnig

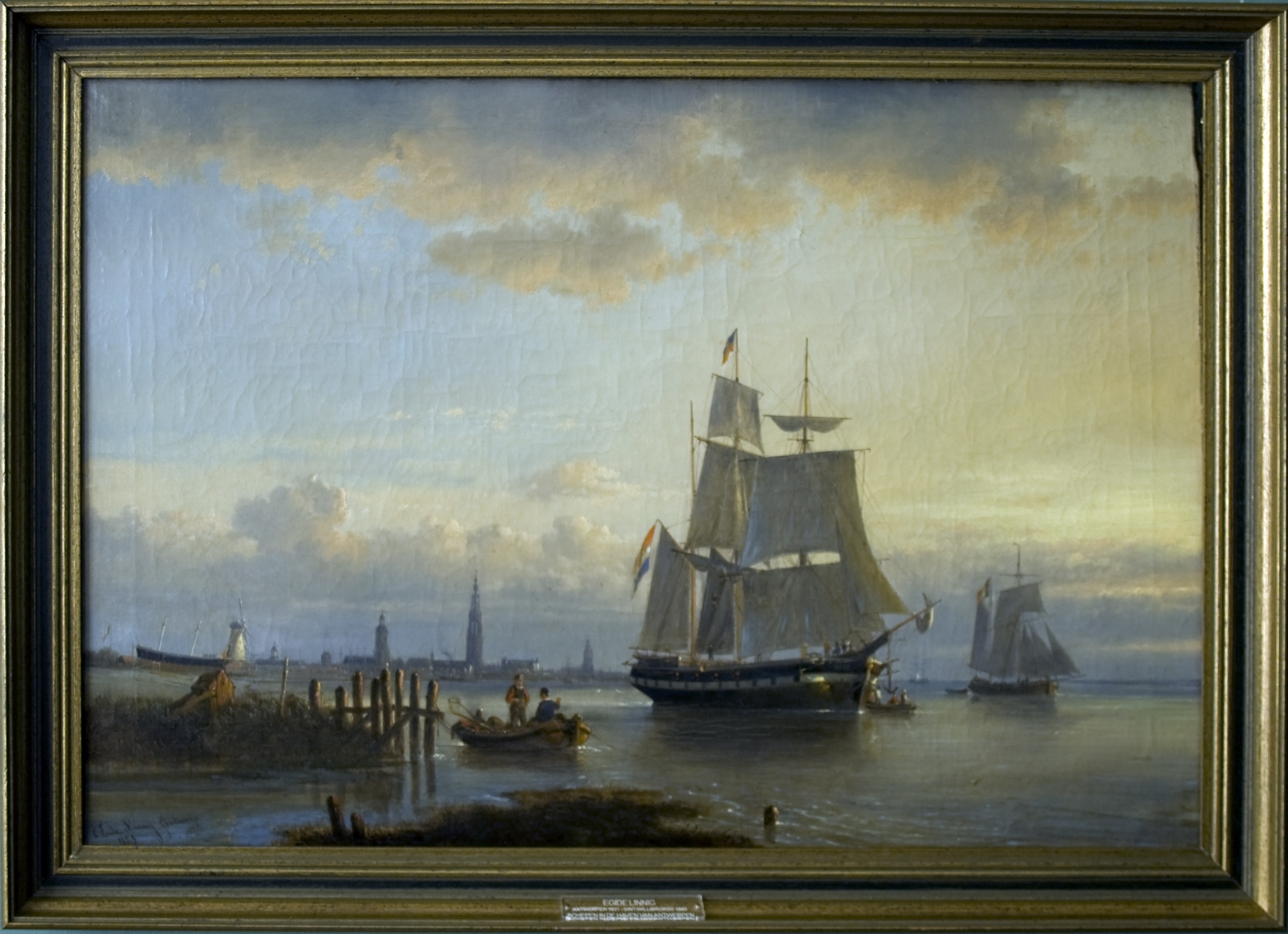
Hajók Antwerpen kikötőjében

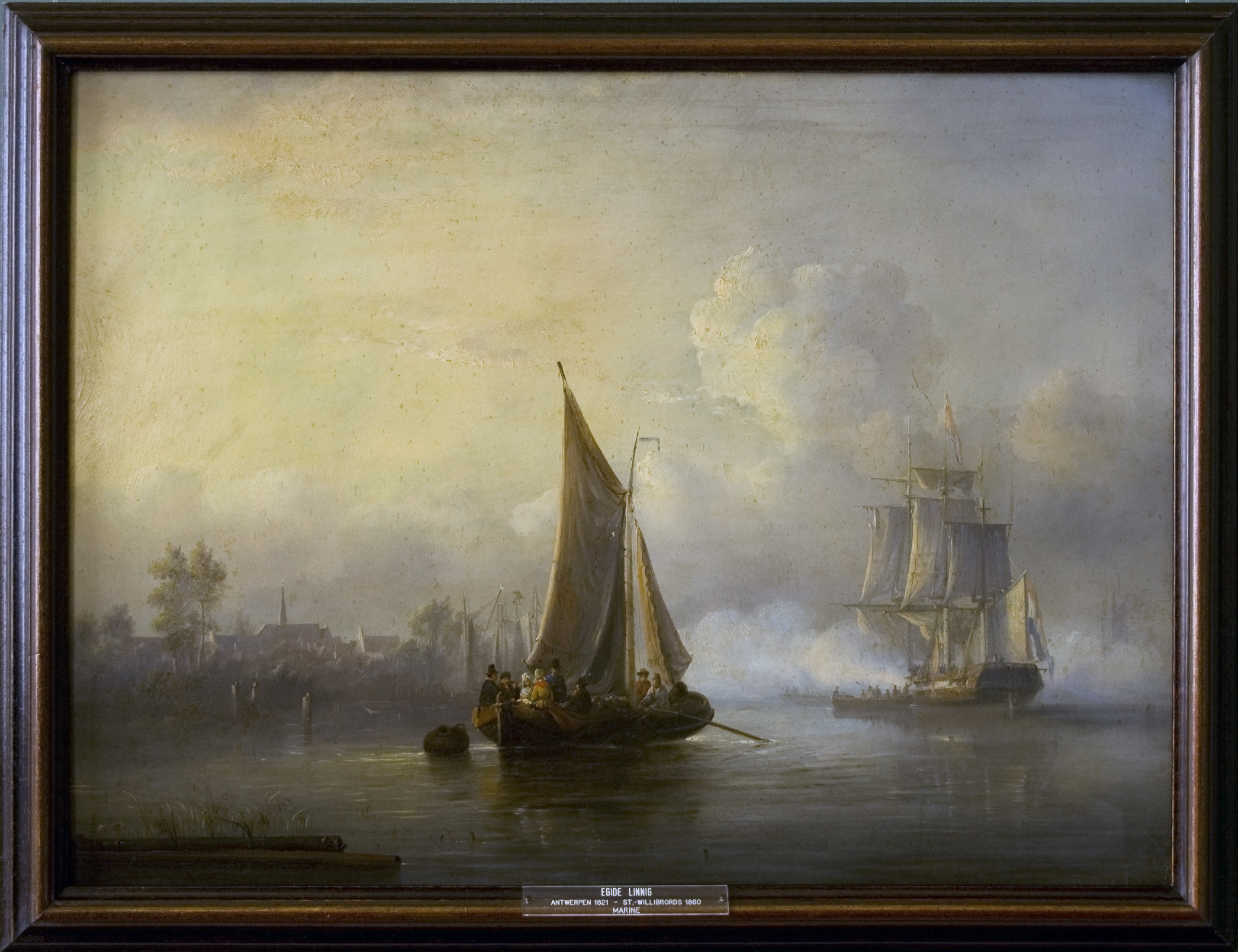
Haditengerészet

Egide Linnig (Antwerpen, 1821. augusztus 25. – Sint-Willibrords (Antwerpen), 1860. október 13.) a romantika stílusában alkotó, tengeri témákra szakosodó belga festőművész volt.

## Élete
1834-től az antwerpeni szépművészeti akadémián tanult. Az ott előadott historizáló stílus távol állt tőle, inkább a természet után festett, a Schelde partján. Először 1840-ben állított ki az akkoriban három évente megrendezésre kerülő antwerpeni Szalonon.
Gyakran tengerre szállt halászokkal, kisebb tengeri utazásokat is tett, annak érdekében, hogy közelről tanulmányozza a tengerészetet festői szempontból.
1849-ben már négy képet állított ki az antwerpeni Szalonon, majd Németországban, például a lipcsei szalonon is sikerrel szerepelt.
További pályafutása során is hű maradt a tengeri témákhoz, számos festményén nagy pontossággal örökítette meg a kor hajóit, tengeri jeleneteit.
Rézkarcok készítése terén is kitűnt, az első modern, realista rézkarc-metszők között tartják számon Belgiumban.
39 éves korában egy hajókiránduláson a vízbe esett, tüdőgyulladást kapott és ennek következtében hunyt el.
Linnig a belga romantikus-realista festőművészetnek, és azon belül is a tengeri témák jelentős festője volt a 19. század derekán. Festményei nem csak művészi értékeikkel tűnnek ki, hanem a tengerészet történetének is jelentős dokumentumai, hiszen Linnig a vitorlázás és a gőzhajózás közötti érdekes átmeneti korban alkotott.
Művei főleg belgiumi múzeumokban lelhetők fel.